# Gryllus ovisopis
Gryllus ovisopis är en insektsart som beskrevs av Walker, T.J. 1974. Gryllus ovisopis ingår i släktet Gryllus och familjen syrsor. Inga underarter finns listade i Catalogue of Life.